# 河南市廳站
河南市廳站（：／ Hanam-sicheong yeok */?）副站名德豐·新長（덕풍·신장），是首都圈電鐵5號線沿線的一座地下車站，位於韓國京畿道河南市新長洞。

## 車站構造
站體為2面2線側式月台的地下車站，候車月台設有月台幕門，並有6處出口。

### 月台配置
| 河南豐山 ↑   |
| \| 上        |
| ↓ 河南黔丹山 |

| 月台 | 路線             | 目的地                             |
| ---- | ---------------- | ---------------------------------- |
| 上行 | ●首都圈電鐵5號線 | 上一洞、千戶、杏堂、木洞、傍花方向 |
| 下行 | ●首都圈電鐵5號線 | 河南黔丹山方向                     |

## 歷史
- 2019年12月26日：車站名稱確認為河南市廳站[1]。
- 2021年3月27日：落成啟用。

## 車站周邊
- 新長初等學校
- 河南文化藝術會館
- 德豐市場
- 新長市場
- 新長聖堂
- Home plus（朝鲜语：홈플러스）

## 相鄰車站
首爾交通公社
●首都圈電鐵5號線
河南豐山（556）－河南市廳（557）－河南黔丹山（558）